# آندرئاس سیگات
آندرئاس سیگات (آلمانی: Andreas Szigat؛ زادهٔ ۲۷ سپتامبر ۱۹۷۱) شناگر اهل آلمان بود.